# Sara Al-Saqqa
Sara Al-Saqqa o Sarah El-Saqqa (àrab: سارة السقا, Sāra as-Saqqā) (Gaza, 18 de febrer de 1992) és una metge palestina. Es convertí en la primera cirurgiana de la història mèdica de Gaza i en un referent de l'esforç mèdic gazià durant la greu crisi humanitària i l'onada forçada de refugiats palestins en el conflicte armat entre Israel i Gaza del 2023.
La seva difusió del dia a dia hospitalari i de l'atenció desesperada a les víctimes palestines, abans i durant l'escalada bèl·lica de l'octubre del 2023, li atorgaren una visibilitat pública i seguiment mediàtic molt significatius. Per aquesta determinació i per la seva contribució a enregistrar crims de guerra des d'un vessant mèdic, fou distingida com una de les dones més influents del món aquell any per la radiotelevisió britànica BBC.

## Trajectòria
Al-Saqqa cursà Medicina a la Universitat Islàmica de Gaza i després obtingué un màster en cirurgia laparoscòpica a la Universitat Queen Mary de Londres. Poc després de graduar-se, començà a treballar directament a l'hospital Al-Shifa i es convertí en la primera dona en exercir l'especialització de cirurgiana en la Franja de Gaza. Allà, les dures condicions sanitàries i l'escassetat de recursos com conseqüència de les restriccions israelianes li comportaven, a les darreries del 2019, un sou de tan sols 300 $ cada quaranta dies —malgrat que les Nacions Unides preveien que hi eren necessaris un miler més de metges per a satisfer la ja existent emergència sanitària.
Després dels atacs de Hamàs l'octubre del 2023 i l'ofensiva de resposta aèria d'Israel, que obligà a l'èxode massiu de civils palestins cap al nord de Gaza, Al-Saqqa decidí romandre treballant a l'hospital. Allà optà per combinar la tasca mèdica amb una reorientació del seu vessant divulgatiu. Si bé abans de l'espiral bel·licós havia utilitzat les seves xarxes socials (sobretot Instagram) per a difondre les particularitats de Gaza i la seva identitat urbana malgrat l'analogia d'apartheid efectuada per Israel, després començà a reportar la situació d'emergència gaziana; hi informà dels milers de morts, de la crisi de gestió dels ferits i de la destrucció a runa de bona part de la ciutat.
Sara Al-Saqqa també optà per començar a enregistrar exemples del dolor humà i de casos de ferits (inclosos nadons i mainada) en el recinte hospitalari, a banda de possibles crims de guerra d'Israel que pensava que podien constituir crims contra la humanitat. En els diversos atacs i explosions que patí el recinte hospitalari, acusat de ser un centre d'operacions militar de Hamàs, hi morí un dels seus principals mentors, el doctor Ayman Abu al-Auf.
Després de rebre, la tardor del 2023, la distinció com una cent de les dones més inspiradores i influents del món en la selecció 100 Women de la BBC, Al-Saqqa refusà les ordres d'Israel d'evacuació civil cap al nord de Gaza i continuà treballant als hospitals del sud de la Franja. Allà les condicions hi empitjoraren notablement amb seriosos talls telefònics, d'internet i elèctrics, a banda de l'acumulació de centenars de ferits a l'hospital amb unes instal·lacions malmeses i enrunades. Reconvertides les instal·lacions en un centre d'emergències on diversos ciutadans hi cercaren refugi dels bombardeigs, Al-Saqqa contribuí en la maternitat de dones embarassades rescatades de la runa. Tanmateix, la recurrència i proximitat de l'artilleria feren que a les primeries del 2024 es dirigís cap al Camp de Rafah, al sud de Gaza, per a continuar exercint-hi com a cirurgiana a prop de la seva família.